# باشگاه فوتبال تاج تهران در فصل ۱۳۳۲
باشگاه فوتبال تاج تهران در فصل ۱۳۳۲ این فصل، هشتمین فصل حضور تیم تاج، که امروزه با نام استقلال شناخته می‌شود در فوتبال ایران بود. تاج در این فصل دچار تغییر و تحولات گسترده‌ای شد و فصل ناکامی را پشت سر نهاد.

## پیش زمینه
در تابستان این سال تیم تاج تهران تغییرات گسترده‌ای را تجربه کرد و با تیمی ناقص در مسابقات دوره‌ای و حذفی باشگاه‌های تهران شرکت کرد؛ پس از کودتای ۲۸ مرداد، اعضای باشگاه ورزشی تاج دچار دو دستگی شدند و طرفداران دکتر مصدق از جمله علی دانایی‌فرد و برخی ستارگان تاج مانند بیوک جدی‌کار، نادر افشارعلوی‌نژاد ، پرویز کوزه‌کنانی و فریدون مهدیون و چند تن دیگر به تیم نادر تهران کوچ کردند اما بازیکنان نظامی مانند محمود بیاتی و چند تن دیگر از جمله عارف قلی‌زاده در تیم تاج ماندگار شدند. در نتیجه این تغییرات، رسول مددنوعی جانشین علی دانایی‌فرد شد که از ابتدای تاسیس تیم فوتبال باشگاه تاج تهران هدایت این تیم را برعهده داشت. رسول مددنوعی معروف به آقا مدد مربی تیم راه‌آهن تهران بود که در سال ۱۳۳۳ و با بازگشت علی دانایی‌فرد به تیم تاج، تیمی جوان را با نظر جناب پرویز خسروانی تحت عنوان دیهیم تهران تاسیس نمود که تیم دوم و به نوعی تیم جوانان باشگاه تاج تهران به شمار می‌آمد.

اطلاعیه باشگاه تاج در مورد جدایی مصدقی‌ها در سال ۱۳۳۲

## مرور فصل

### جام حذفی تهران
این بازی‌ها در پاییز سال ۱۳۳۲ برگزار شد؛ ۴ تیم تاج تهران ، شاهین تهران ، شرق تهران و تیم نادر تهران به نیمه نهایی راه یافتند که نادر و شاهین به فینال رسیدند و تیم نادر تهران با تک گل بیوک جدی‌کار به برتری دست یافت و عنوان قهرمانی رقابت‌ها را به دست آورد.

### جام باشگاه‌های تهران
این مسابقات از دی‌ماه ۱۳۳۲ به شکل دوره‌ای برگزار شد و در نهایت با قهرمانی تیم نادر تهران و عنوان نایب قهرمانی نیروهوایی تهران به پایان رسید. تیم تاج تهران بازی حساس و نفسگیر و به یاد ماندنی برابر تیم نادر تهران را با برتری پرگل ۶ –۳ به سود خود به پایان رسانید اما نتوانست به عنوان درخوری دست یابد. حسین مقیمی بازیکن متعصب تاج در بازی برابر نیروهوایی تهران به شدت مصدوم و راهی بیمارستان شد.

## فهرست بازیکنان
بازیکنانی که در این سال برای تیم تاج به میدان رفتند عبارت بودند از: پیر کارلو، مهدی اصغری، محمد ساوجی، مهدی صفری، نمرود استواری، عارف قلی‌زاده، حسین مقیمی، حسین سرودی،  علی سیادت، خوشنام، اصغر جدیکار، منوچهر رضایی، محمود بیاتی، ناصر حاج‌مختار، واهان سیمونیان، عباس افشین

## بازی‌ها

### جام باشگاه‌های تهران
منبع
| ۳ دی ۱۳۳۲ ۱ | تاج تهران | ۶–۰ | پولاد تهران | تهران                 |
|             |           |     |             | ورزشگاه: امجدیه تهران |

| دی ۱۳۳۲ ۲ | تاج تهران | v | نیروشرق تهران | تهران                 |
|           |           |   |               | ورزشگاه: امجدیه تهران |

| ۲۳ دی ۱۳۳۲ ۳ | تاج تهران | ۶–۳ | نادر تهران | تهران                 |
|              |           |     |            | ورزشگاه: امجدیه تهران |

| ۳۰ دی ۱۳۳۲ ۴ | تاج تهران | ۱–۲ | نیروهوایی تهران | تهران                 |
|              |           |     |                 | ورزشگاه: امجدیه تهران |

| ۹ بهمن ۱۳۳۲ ۵ | تاج تهران | ۱–۱ | شاهین تهران | تهران                 |
|               |           |     |             | ورزشگاه: امجدیه تهران |

| ۲۳ بهمن ۱۳۳۲ ۶                                              | تاج تهران | ۰ (۰) – (۰) ۵ | هدف تهران | تهران                 |
|                                                             |           |               |           | ورزشگاه: امجدیه تهران |
| یادداشت: تیم تاج در زمین بازی حاضر نشد و هدف برنده اعلام شد |           |               |           |                       |

| ۳۰ بهمن ۱۳۳۲ ۷ | تاج تهران | ۱۰–۰ | موتوری ارتش تهران | تهران                 |
|                |           |      |                   | ورزشگاه: امجدیه تهران |

### جام حذفی تهران
| ۲۱ آبان ۱۳۳۲ یک هشتم نهایی | تاج تهران | v | ؟ | تهران                 |
|                            |           |   |   | ورزشگاه: امجدیه تهران |

| ۲۹ آبان ۱۳۳۲ یک چهارم نهایی | تاج تهران | ۴–۲ | شعاع تهران | تهران                 |
|                             |           |     |            | ورزشگاه: امجدیه تهران |

| ۶ آذر ۱۳۳۲ نیمه نهایی | تاج تهران | ۰–۲ | نادر تهران | تهران                 |
|                       | صفری '؟   |     |            | ورزشگاه: امجدیه تهران |

## سایر ورزشها
- تیم بسکتبال تاج عنوان قهرمانی رقابت‌های قهرمانی باشگاه‎های تهران را به دست آورد.
- تیم مشت‌زنی تاج جهت انجام دیدارهای بین‌المللی به ترکیه اعزام شد و قهرمانی را به دست آورد.

منبع